# Morris & Co.

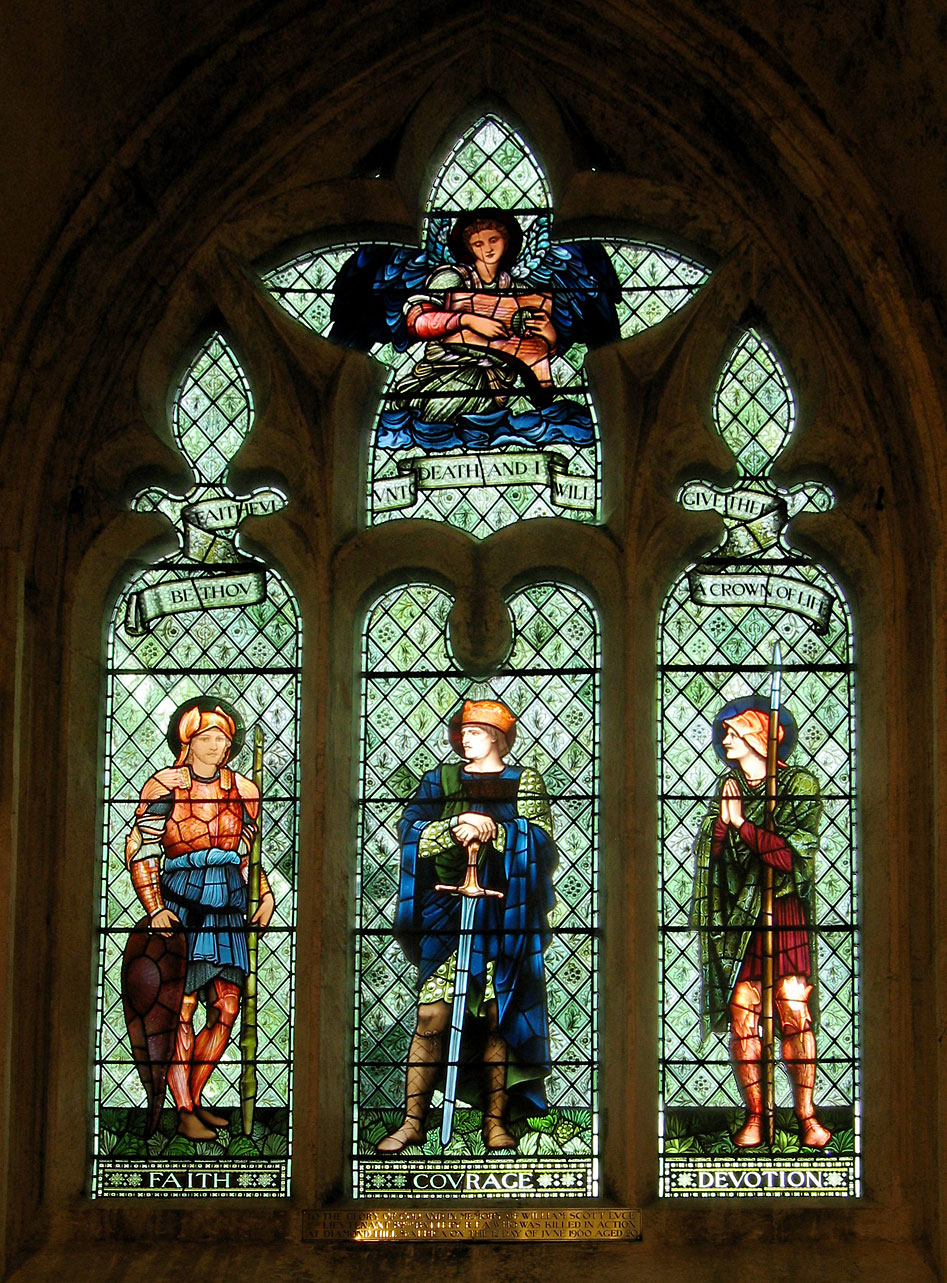
Una vidriera de Morris & Co. con un diseño de Edward Burne-Jones instalada en la Abadía de Malmesbury. La ventana muestra temas característicos basados en leyendas artúricas.

Morris, Marshall, Faulkner & Co. (1861–1875) fue un fabricante y minorista de muebles y artes decorativas fundado por el artista y diseñador William Morris con amigos de los prerrafaelitas. Con su sucesor Morris & Co. (1875-1940), la estética de inspiración medieval de la empresa y el respeto por la artesanía y las artes textiles tradicionales tuvieron una profunda influencia en la decoración de iglesias y casas hasta principios del siglo XX.
Aunque su período más influyente fue durante el florecimiento del Movimiento de Artes y Oficios en las décadas de 1880 y 1890, Morris & Co. permaneció en funcionamiento de manera limitada desde la Primera Guerra Mundial hasta su cierre en 1940. Los diseños de la firma todavía se venden hoy bajo licencias otorgadas a Sanderson & Sons, parte del negocio de papel tapiz y telas de Walker Greenbank (propietario de la marca "Morris & Co.",) y Liberty of London .

## Primeros años

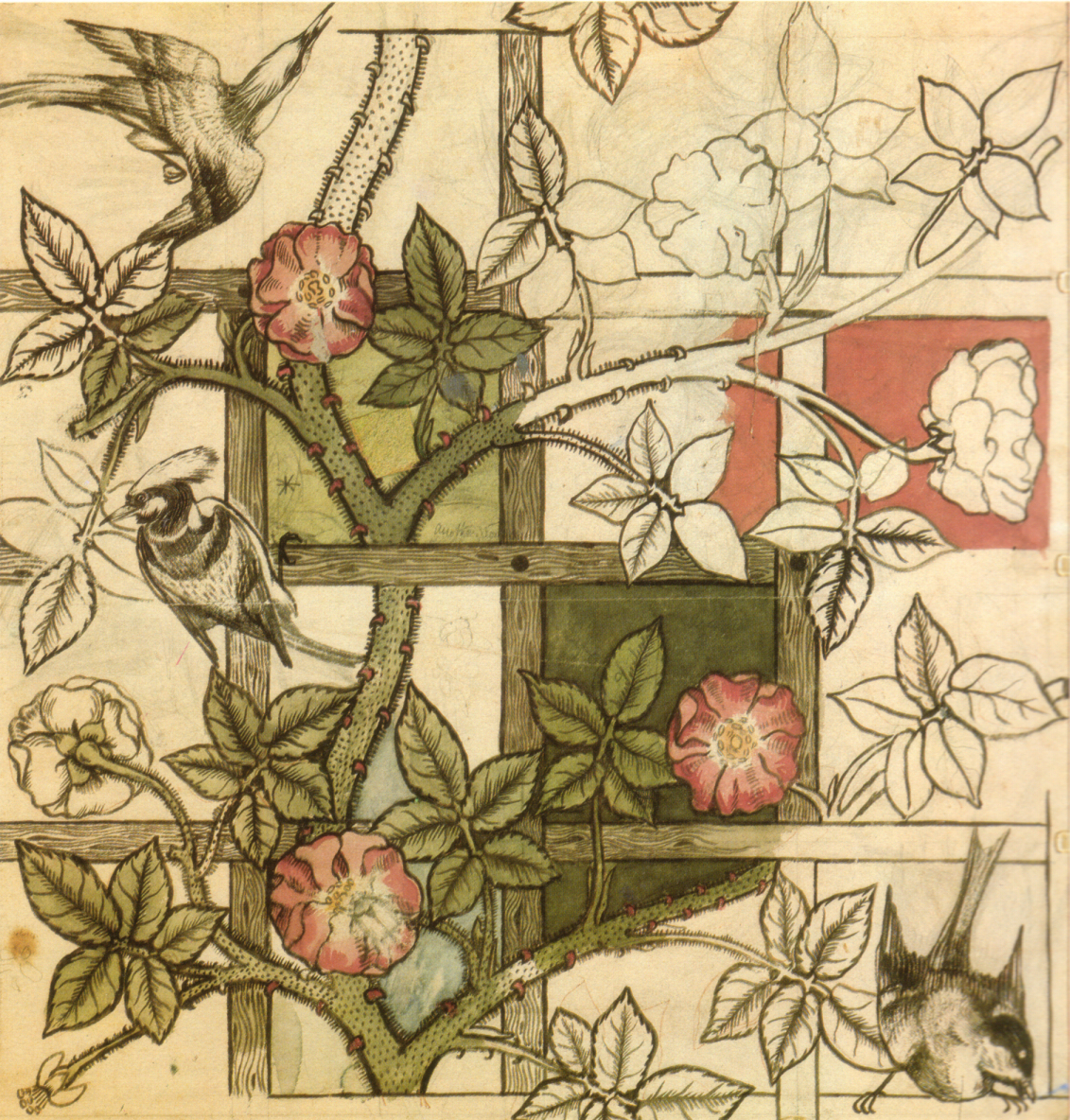
Diseño del papel pintado Trellis, 1862

Morris, Marshall, Faulkner & Co., "Fine Art Workmen in Painting, Carving, Furniture and the Metals", fue creado conjuntamente por Morris, Ford Madox Brown, Edward Burne-Jones, Charles Faulkner, Dante Gabriel Rossetti, PP Marshall y Philip Webb en 1861 para crear y vender artículos artesanales de inspiración medieval para el hogar. La información de la empresa establecía que esta realizaría tallas, vidrieras, trabajos en metal, tapices de papel, chintzes (telas estampadas) y alfombras. La primera sede de la firma estuvo en el número 8 de Red Lion Square en Londres.
El trabajo mostrado por la firma en la Exposición Internacional de 1862 llamó mucho la atención y en pocos años floreció. En el otoño de 1864, una grave enfermedad obligó a Morris a elegir entre dejar su casa en Red House en Kent o abandonar su trabajo en Londres. Con gran reticencia abandonó Red House y en 1865 se estableció bajo en el mismo sitio que sus talleres, que para entonces se habían trasladado a un local más grande en Queen Square, Bloomsbury .
La decoración de iglesias fue desde el principio una parte importante del negocio. Una gran oleada de construcción y remodelación de iglesias por parte de la Iglesia de Inglaterra en las décadas de 1840 y 1850 aumentó la demanda de decoración eclesiástica de todo tipo, especialmente de vidrieras. Pero este mercado se redujo con la depresión general de finales de la década de 1860, y la empresa se dedicó cada vez más a los encargos profanos. En su faceta no eclesiástica, la línea de productos se amplió para incluir, además de ventanas pintadas y decoración mural, muebles, artículos de metal y vidrio, colgaduras de tela y papel, bordados, joyas, alfombras tejidas y anudadas, damascos de seda y tapices.
Morris ya producía patrones repetitivos para el papel pintado en 1862, y unos seis años más tarde diseñó su primer patrón específicamente para la impresión de telas. Como en tantas otras áreas que le interesaban, Morris optó por trabajar con la antigua técnica de la impresión manual en madera en lugar de la impresión con rodillo que la había sustituido casi por completo para usos comerciales.

## Reorganización y expansión
En agosto de 1874, Morris decidió reestructurar la sociedad, produciéndose una disputa con Marshall, Rossetti y Madox Brown sobre el rendimiento de sus acciones. La empresa se disolvió y se reorganizó bajo la propiedad exclusiva de Morris como Morris & Co. el 31 de marzo de 1875.
Durante estos años, Morris se dedicó al arte práctico del tinte como complemento necesario de su negocio de fabricación. Pasó gran parte de su tiempo en la fábrica de tintes de Staffordshire de Thomas Wardle, dominando los procesos de ese arte y haciendo experimentos en la reactivación de los antiguos o el descubrimiento de nuevos métodos. Uno de los resultados de estos experimentos fue el restablecimiento del teñido con índigo como una industria práctica y, en general, la renovación del uso de los tintes vegetales, como la rubia, que habían sido casi abandonados por las anilinas.
El teñido de lanas, sedas y algodones era el paso previo necesario para lo que él quería, la producción de telas tejidas y estampadas de la más alta calidad; y el período de trabajo incesante en la tintorería (1875-76) fue seguido por un período durante el cual se dedicó a la producción de textiles (1877-78), y más especialmente al renacimiento del tejido de alfombras como un arte fino.

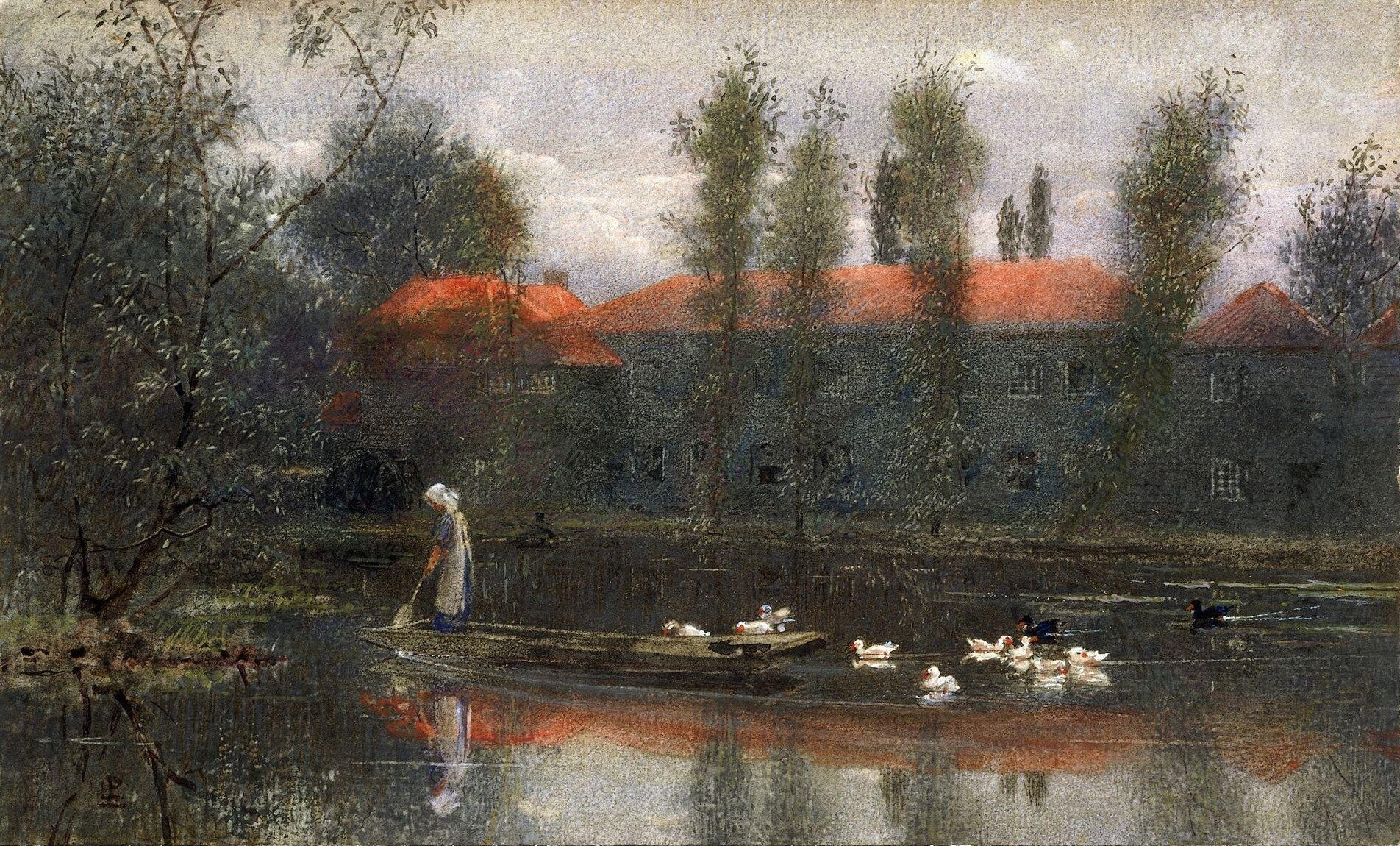
El estanque de la abadía de Merton, de Lexden Lewis Pocock, es una representación idílica de las obras en la época de William Morris.

En junio de 1881, Morris trasladó sus tintorerías de Queen Square a una fábrica de seda de principios del siglo XVIII en Merton Abbey Mills, tras determinar que el agua del río Wandle era adecuada para el teñido. El complejo, de 28.000 m2, incluía varios edificios y una tintorería, y los distintos edificios pronto se adaptaron para la fabricación de vidrieras, la impresión textil y el tejido de telas y alfombras.
En 1879, Morris había aprendido por sí mismo a tejer tapices al estilo medieval y estableció un taller de tapicería con su aprendiz John Henry Dearle en Queen Square. Dearle ejecutó el primer tapiz figurativo de Morris and Co. a partir de un diseño de Walter Crane en 1883. Dearle pronto fue responsable de la capacitación de todos los aprendices de tapicería en el taller ampliado en Merton Abbey, y se asoció con Morris en el diseño de detalles como patrones de tela y fondos florales para tapices basados en dibujos de figuras o caricaturas de Burne-Jones (algunos de ellos reutilizados de caricaturas de vidrieras). y figuras de animales de Philip Webb. Se hicieron conjuntos de tapices como parte de los planes de decoración de toda la casa, y los tapices de ángeles de Burne-Jones y escenas de las leyendas artúricas fueron un elemento básico de Morris & Co. hasta el siglo XX.

## Encargos importantes
Los primeros encargos de la empresa — vitrales y esquemas decorativos para la iglesia de San Miguel, Brighton, la iglesia de Todos los Santos, Selsley y la capilla de Jesús, Cambridge — provinieron del arquitecto GF Bodley a principios de la década de 1860. Después de esto, dos importantes encargos seculares ayudaron a establecer la reputación de la firma a fines de la década de 1860: un proyecto real en el Palacio de St. James y el "comedor verde" en el Museo de South Kensington (ahora Victoria and Albert ) de 1867. El comedor verde (conservado como Sala Morris en el V&A) contaba con vidrieras y paneles de figuras de Burne-Jones, paneles con ramas de frutas y flores de Morris, y ramas de olivo y un friso de Philip Webb. El encargo de St. James comprendía esquemas decorativos para la Armería y la Sala de Tapices, e incluía paneles de motivos florales estilizados pintados en techos, cornisas, netos, ventanas y puertas.
En 1871, Morris & Co. fue responsable de las ventanas de la iglesia de Todos los Santos en el pueblo de Wilden, cerca de Stourport-on-Severn . Fueron diseñados por Burne-Jones para Alfred Baldwin, el cuñado de su esposa.
Standen, cerca de East Grinstead, West Sussex, fue diseñado entre 1892 y 1894 por Philip Webb para un próspero abogado de Londres, James Beale, su esposa Margaret y su familia. Está decorado con alfombras Morris, telas y papeles pintados.
Stanmore Hall fue el último gran encargo de decoración ejecutado por Morris & Co. antes de la muerte de Morris en 1896. Fue también el encargo más extenso realizado por la empresa, e incluía una serie de tapices basados en la historia del Santo Grial para el comedor, a los que Morris dedicó sus energías, siendo el resto de la obra ejecutada bajo la dirección de Dearle.
Otros encargos de Morris & Co. incluyen el techo del comedor del castillo del bosque de Charleville, Irlanda; interiores de Bullers Wood House, ahora Bullers Wood School en Chislehurst, Kent; y vitrales en Adcote.

## Últimas etapas

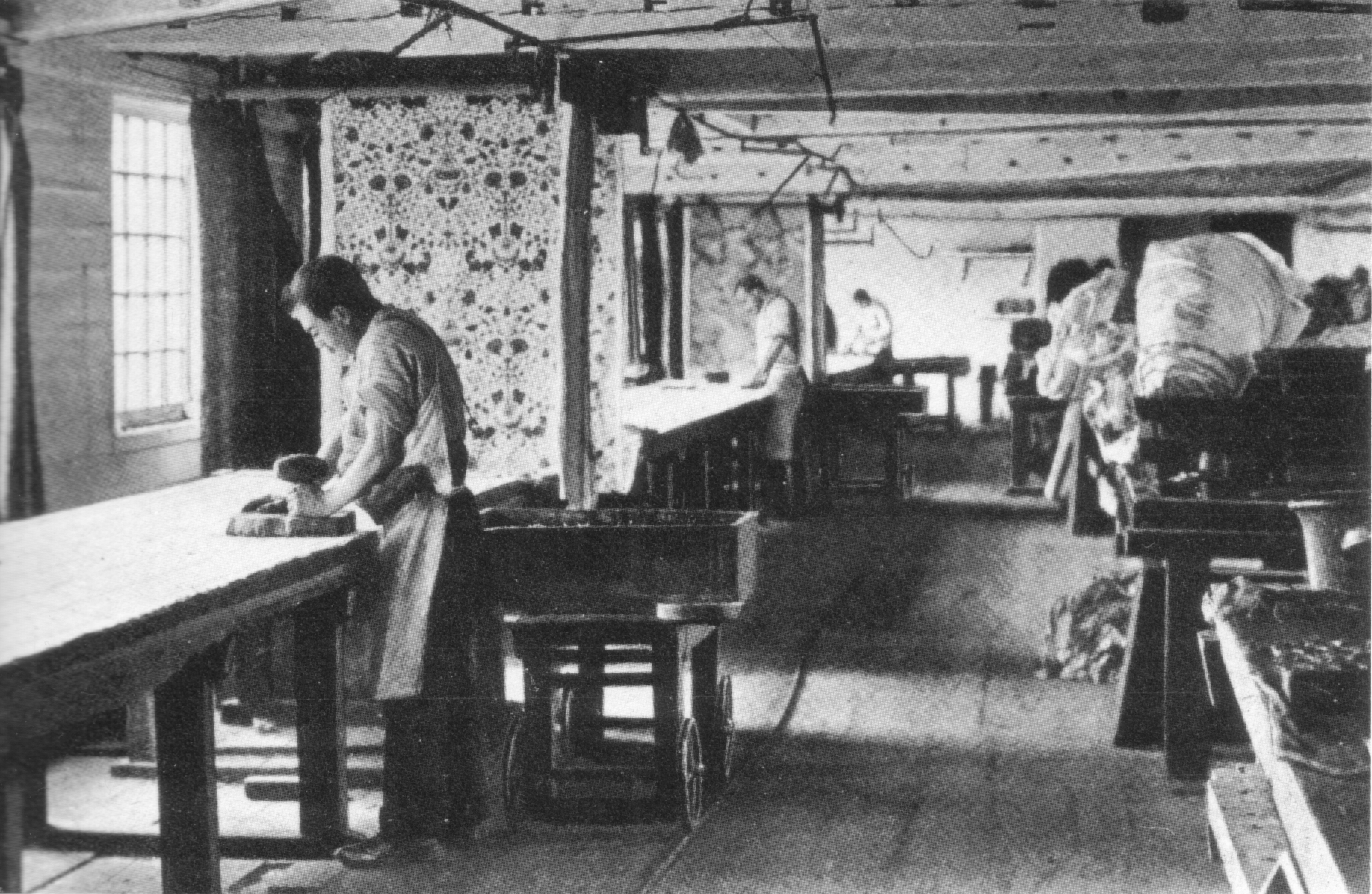
Impresión textil en la Abadía de Merton (c. 1890), extraído de un folleto conmemorativo del 50.º aniversario de la empresa, 1911.

A medida que Morris perseguía otros intereses, en particular el socialismo y la Kelmscott Press, el trabajo cotidiano en la empresa se fue delegando. La hija de Morris, May, se convirtió en directora del departamento de bordados en 1885, cuando tenía poco más de veinte años. Dearle, que había empezado a diseñar patrones repetitivos para papeles pintados y textiles a finales de la década de 1880, era el diseñador jefe de la empresa en 1890, encargándose de los encargos de diseño de interiores y supervisando los departamentos de tapicería, tejido e impresión de telas en la Abadía de Merton.
Morris eclipsó durante mucho tiempo las contribuciones de Dearle al diseño textil. Dearle exhibió sus diseños bajo el nombre de Morris en lugar del suyo propio en las Exposiciones de Artes y Oficios y en la principal retrospectiva de Morris de 1899, e incluso hoy en día muchos diseños de Dearle se ofrecen popularmente como patrones de "William Morris".
A la muerte de Morris en 1896, Dearle se convirtió en el director de arte de la firma, que cambió su nombre nuevamente, a Morris & Co. Decorators Ltd., en 1905. La compañía todavía fabricaba vidrieras de buena calidad en la década de 1920: la Iglesia de la Santísima Trinidad, Elsecar, tiene varias ventanas de Morris & Co. con fecha de 1922. Dearle dirigió los trabajos textiles de la empresa en Merton Abbey hasta su propia muerte en 1932. La empresa finalmente se disolvió en los primeros meses de la Segunda Guerra Mundial.

## Galería

### Vitrales

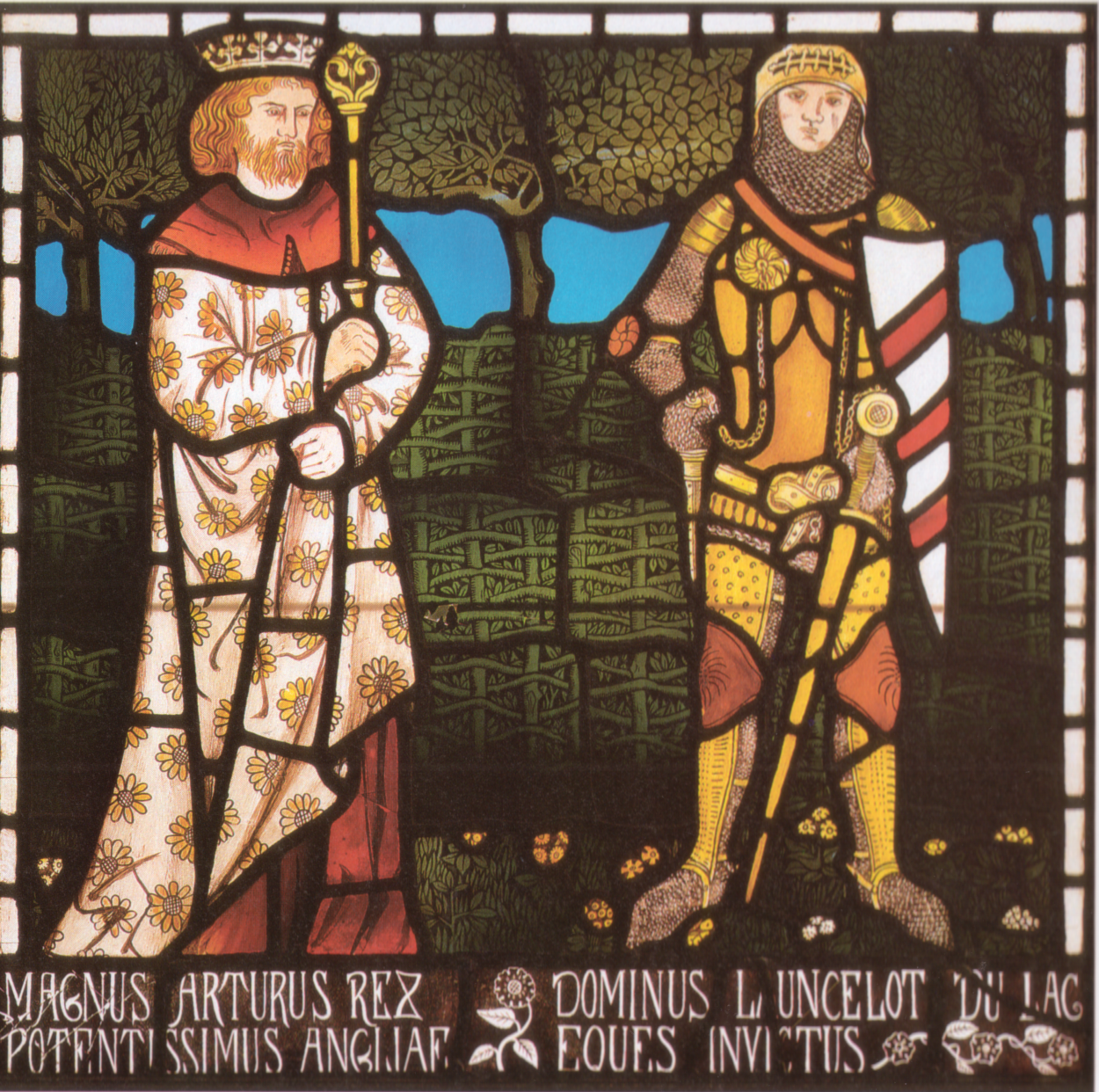
El rey Arturo y Sir Lancelot, de los paneles de vidrieras de Tristram e Isoude, diseñados por William Morris (1862)
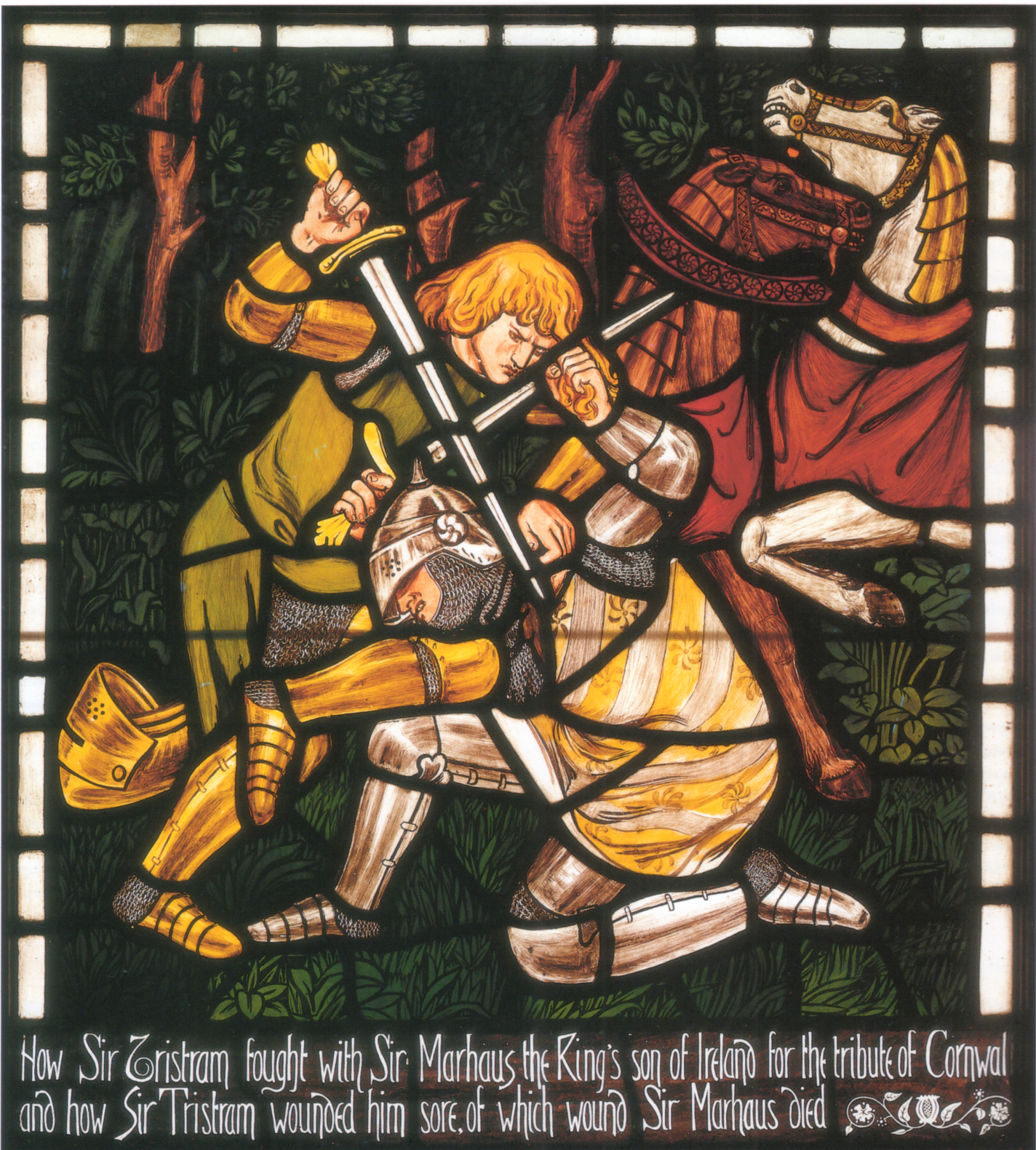
La pelea entre Tristram y Sir Marhaus de la serie Tristam e Isoude, diseñada por Dante Gabriel Rossetti (1862)
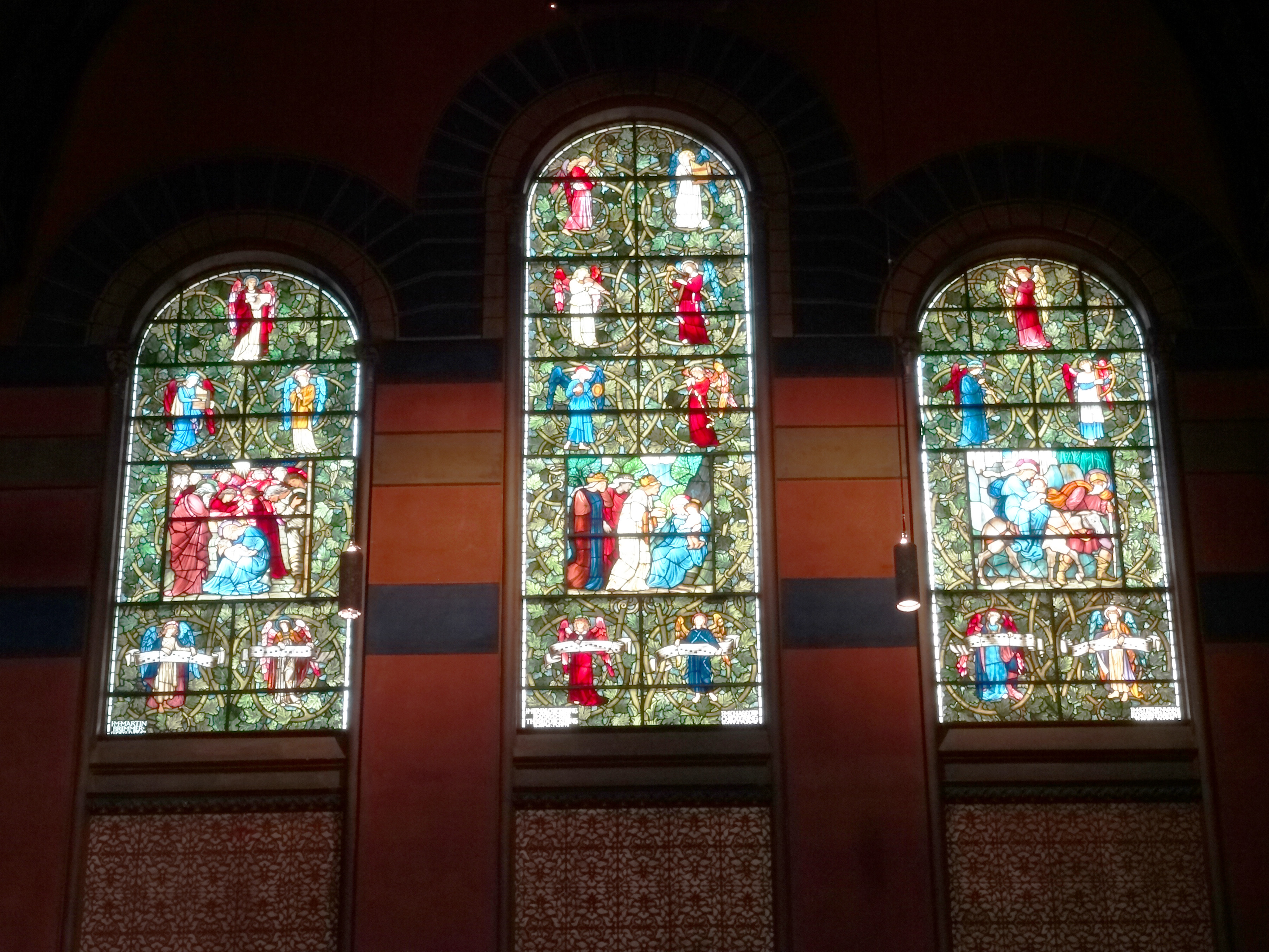
Ventanas de la Natividad de Edward Burne-Jones y William Morris (1882)
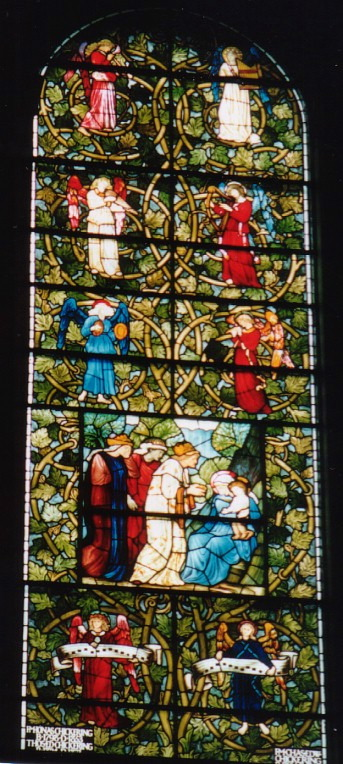
La ventana La adoración de los magos de Edward Burne-Jones y William Morris (1882)
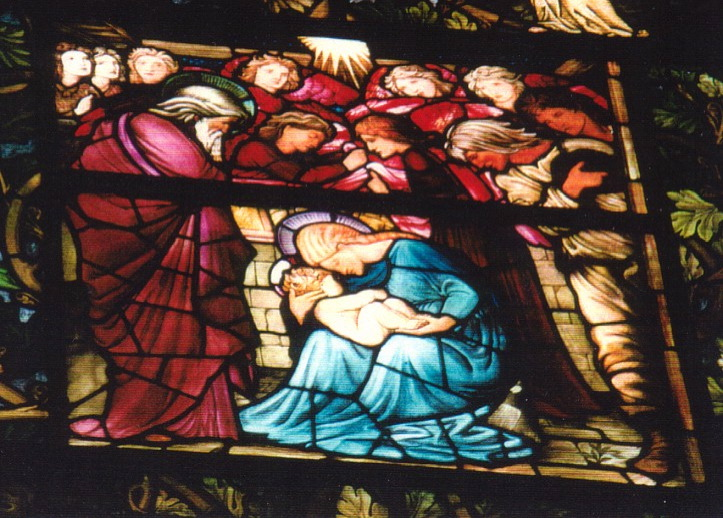
La ventana La adoración de los pastores de Edward Burne-Jones y William Morris (1882)
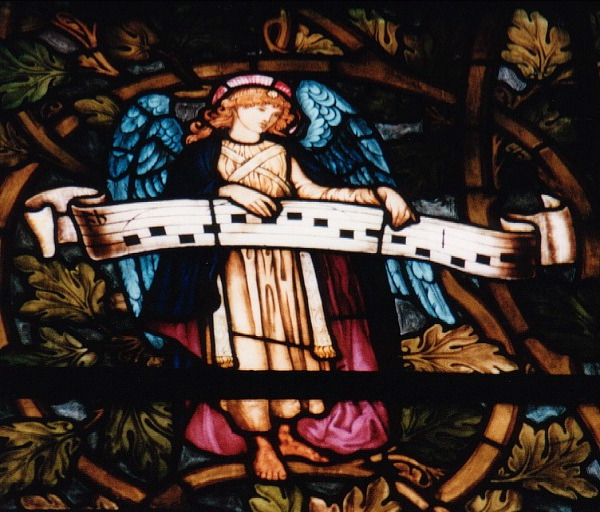
Detalle de la ventana La adoración de los pastores de Edward Burne-Jones y William Morris (1882)
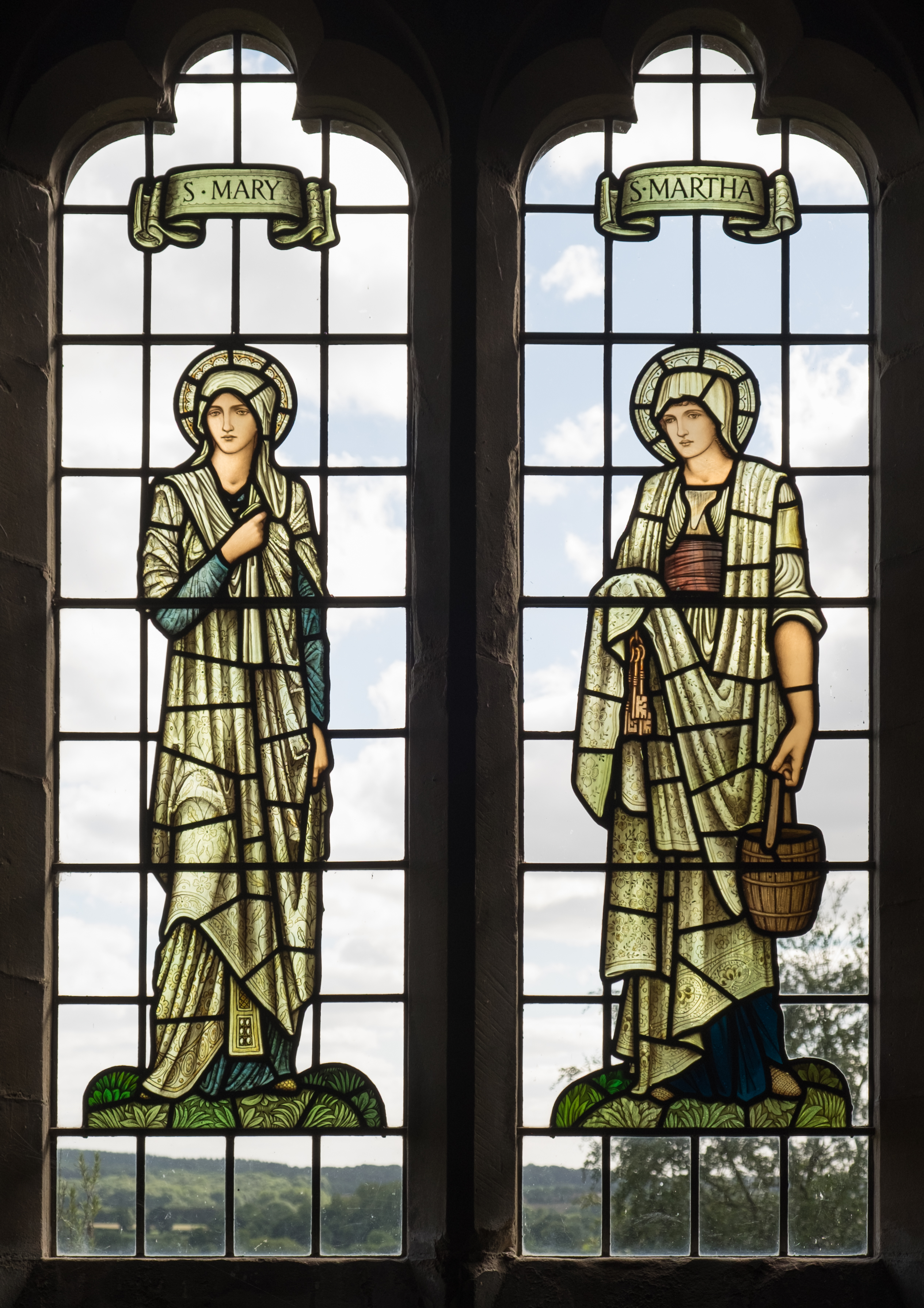
María y Marta de Edward Burne-Jones en Todos los Santos, Preston Bagot

### Textiles impresos y papeles pintados

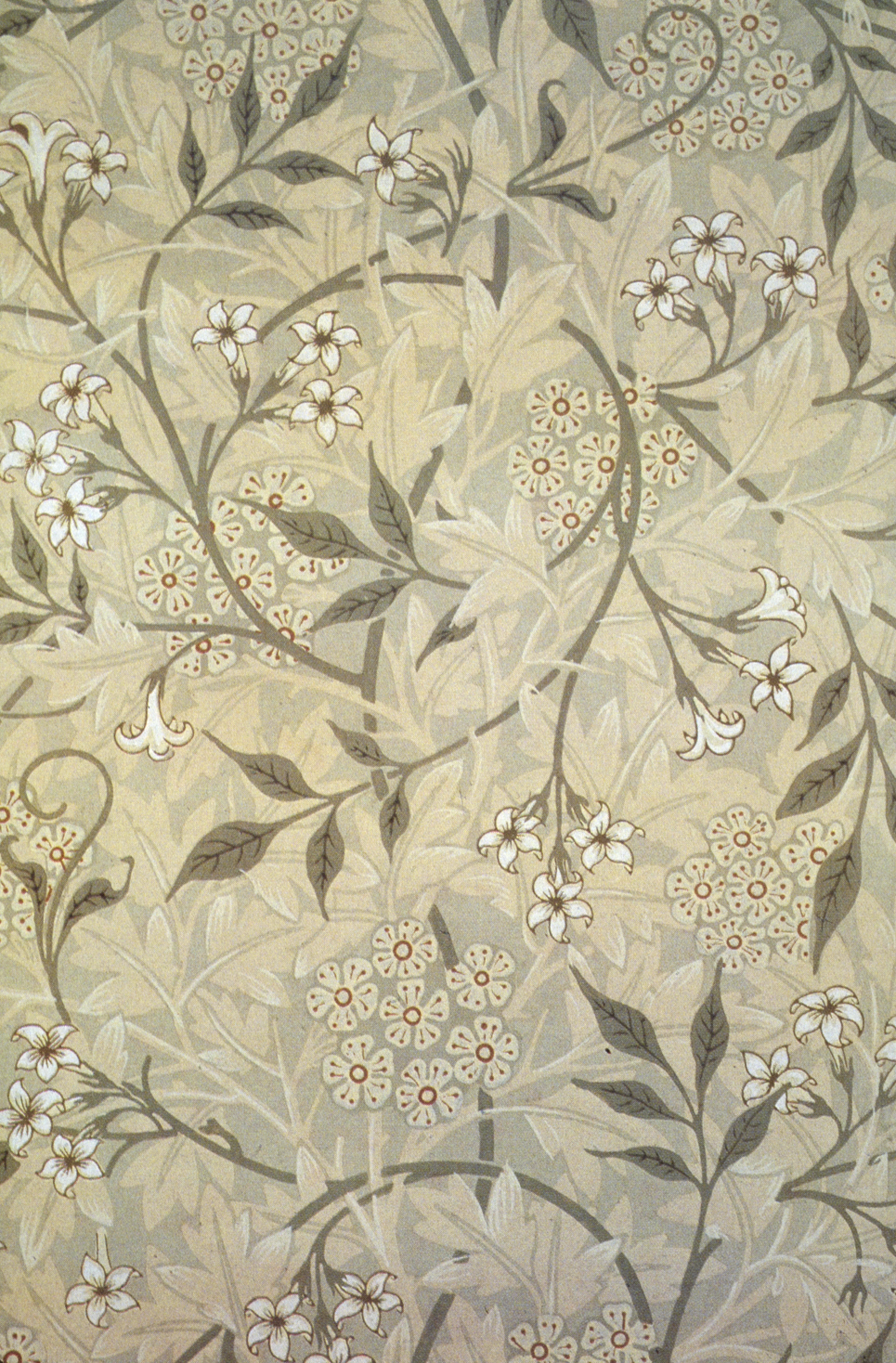
Papel pintado Jasmine, diseñado por Morris 1872
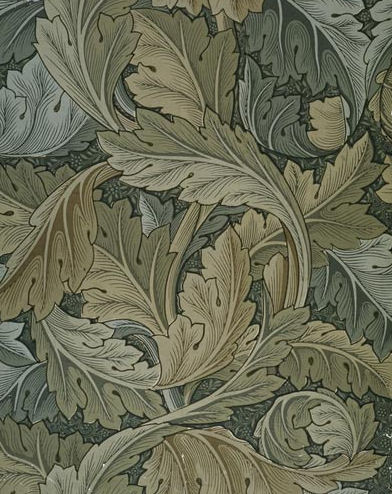
Papel pintado Acanthus, diseñado por Morris 1875
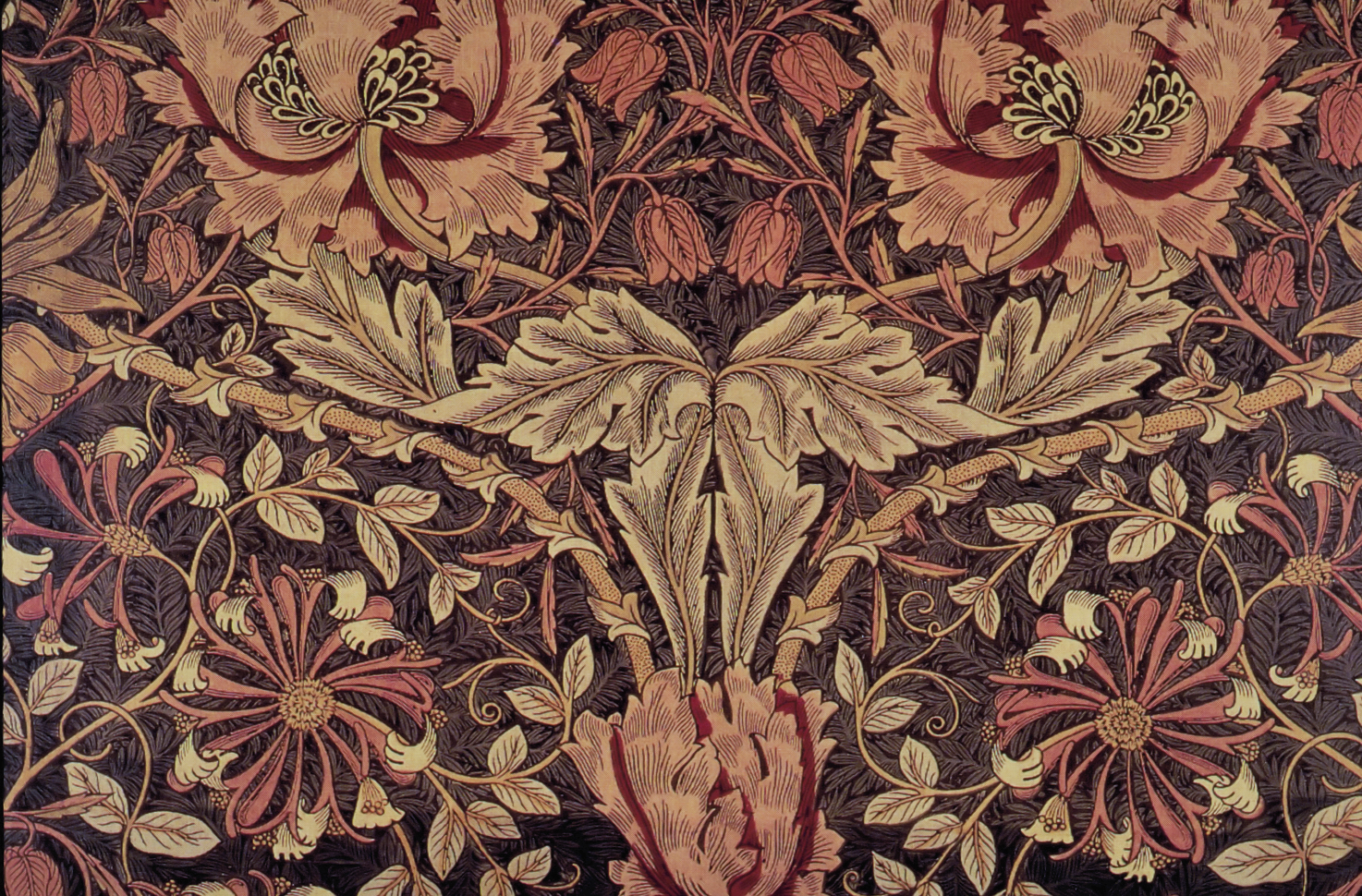
Tejido de madreselva, diseñado por Morris 1876
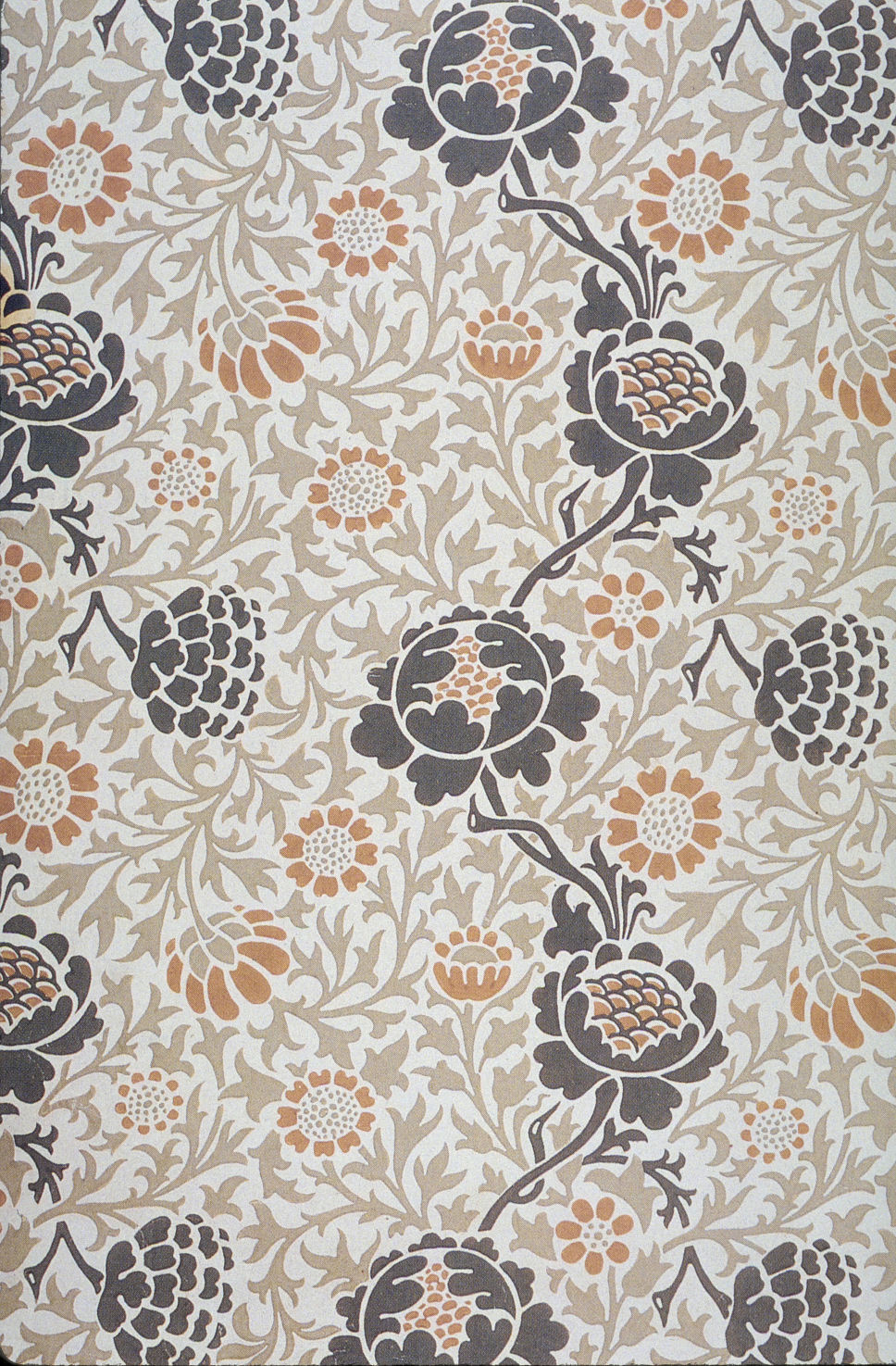
Papel pintado de Grafton, Morris, 1883
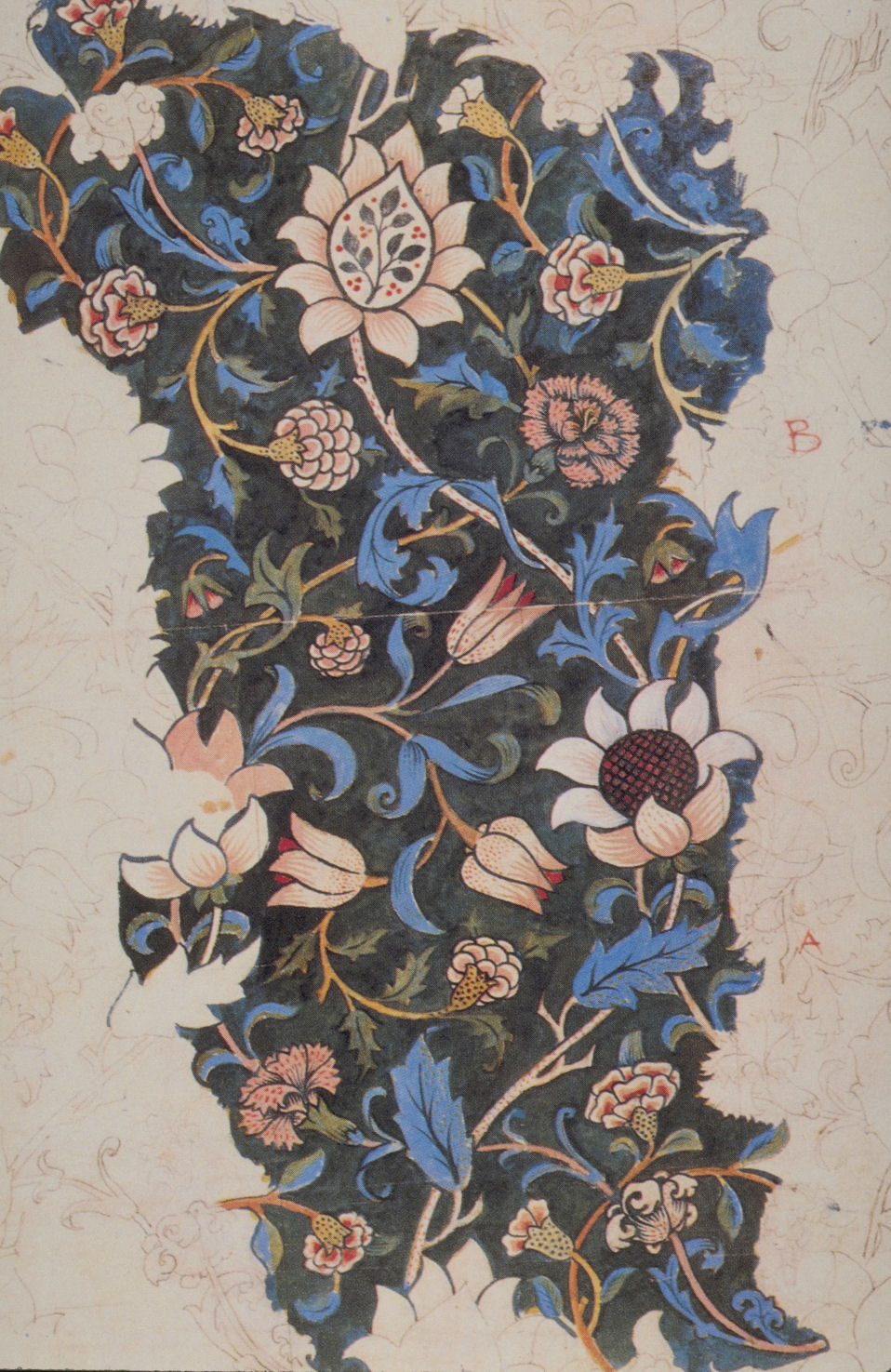
Diseño para textil Evenlode, Morris, 1883
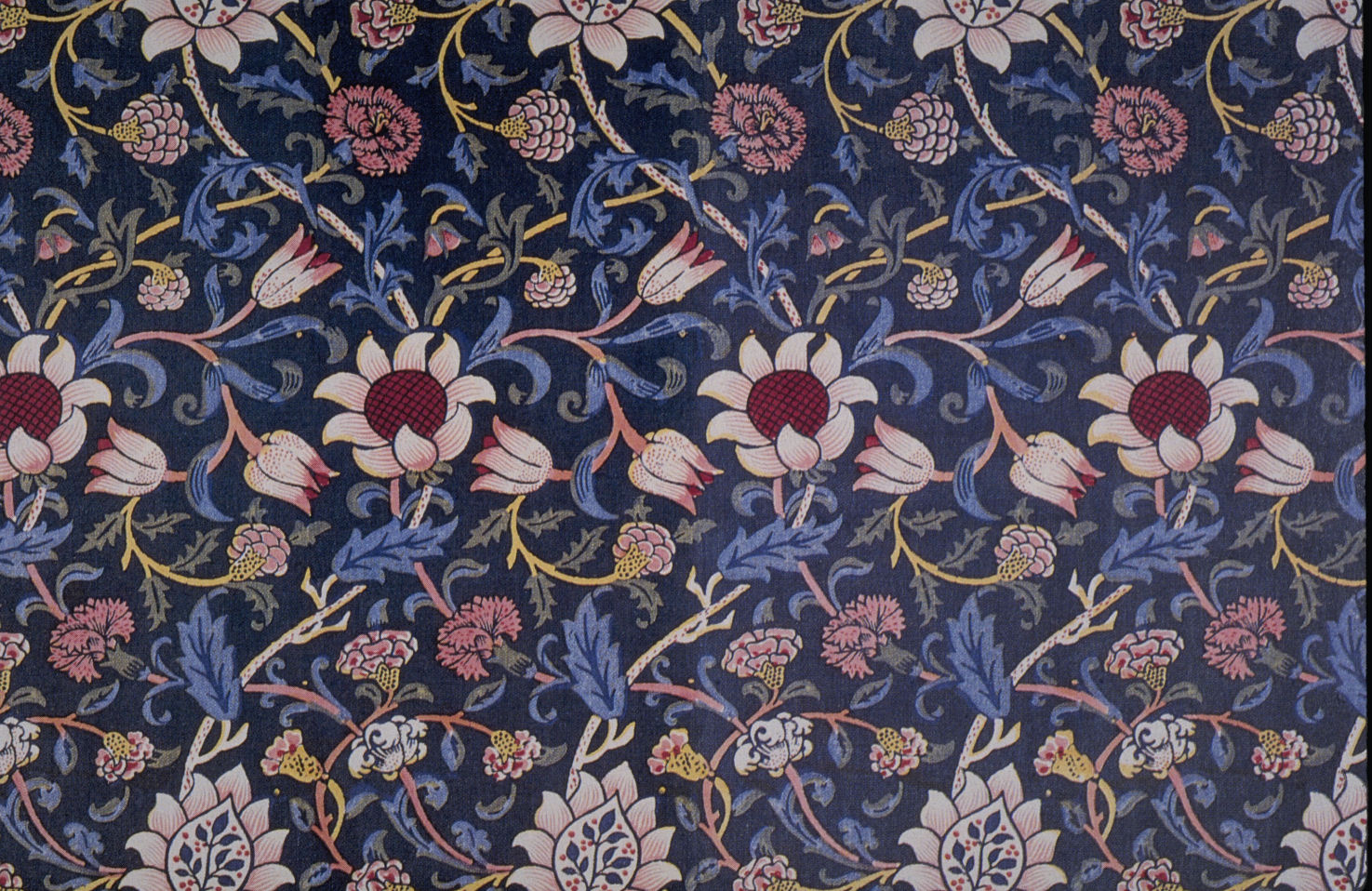
Evenlode índigo y textil estampado en bloque, Morris, 1883
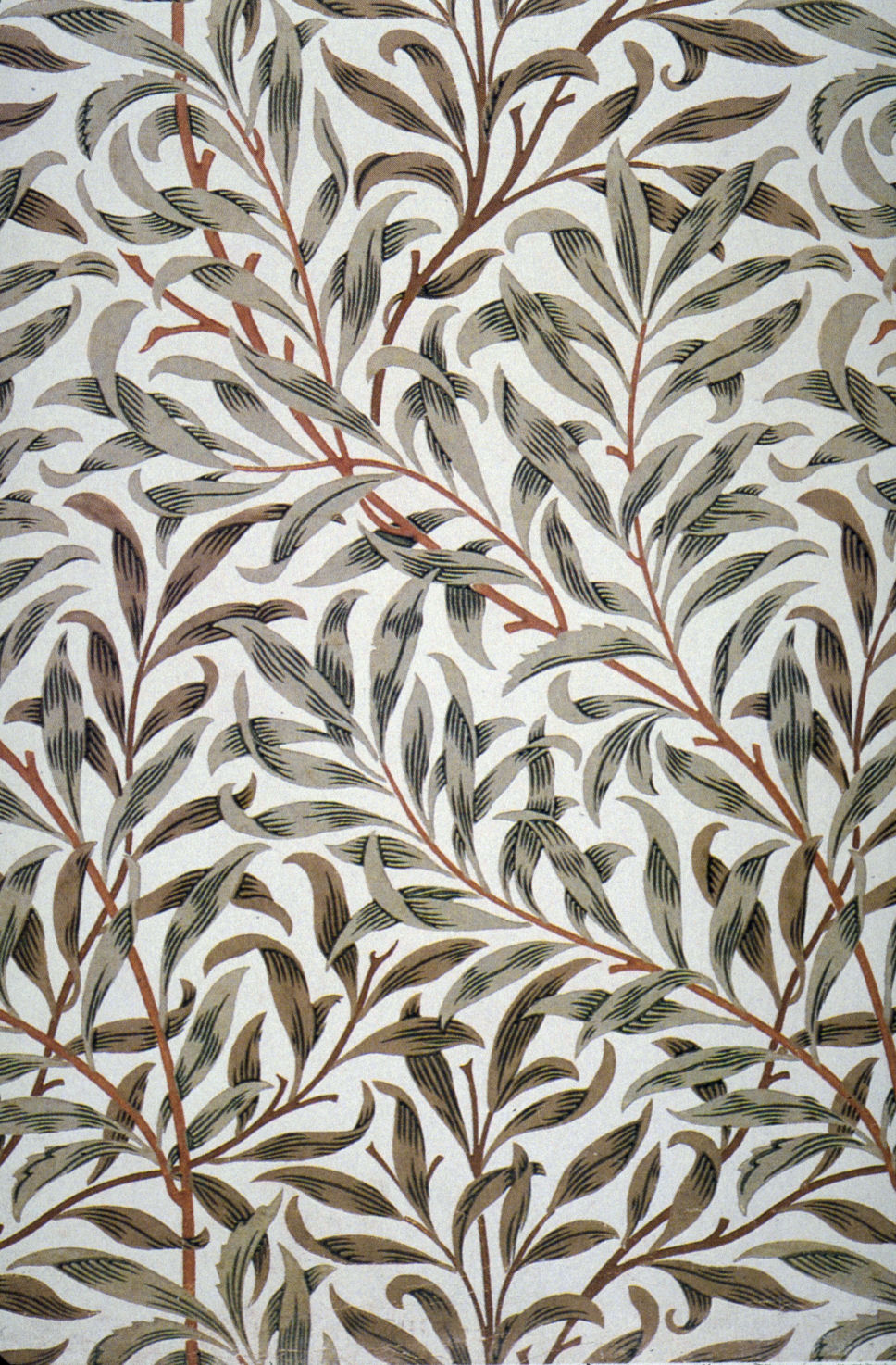
Papel tapiz Willow Bough, Morris, 1887, reutilizado para tela c. 1895
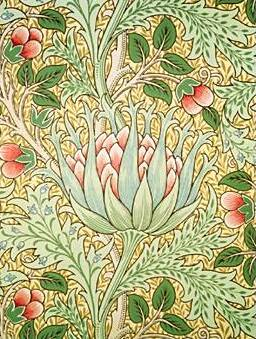
Papel pintado de alcachofa, diseñado por John Henry Dearle, 1897

### Textiles tejidos

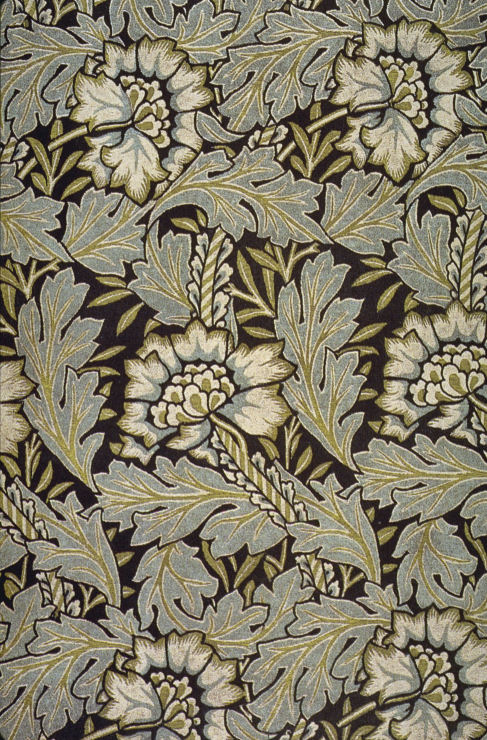
Seda anémona tejida en jacquard y damasco de lana o seda, Morris, 1876
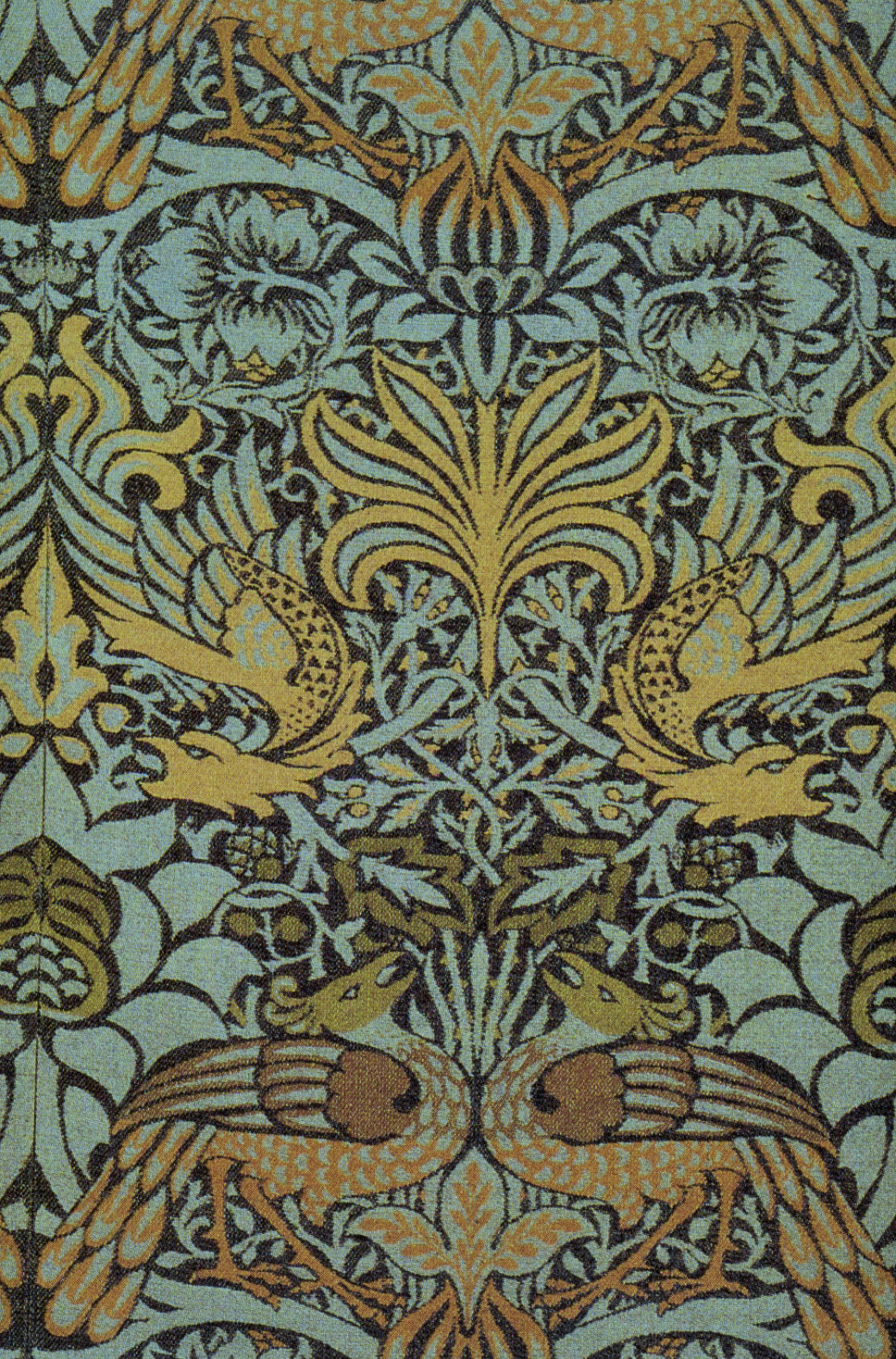
Tela de lana tejida con pavo real y dragón, Morris, 1878
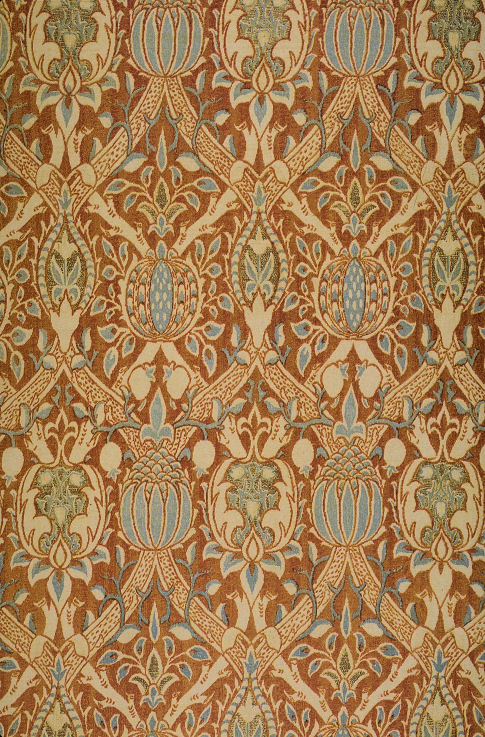
Terciopelo de seda tejido granadina brocado con hilo dorado y zonas azules xilografía, Morris, 1884
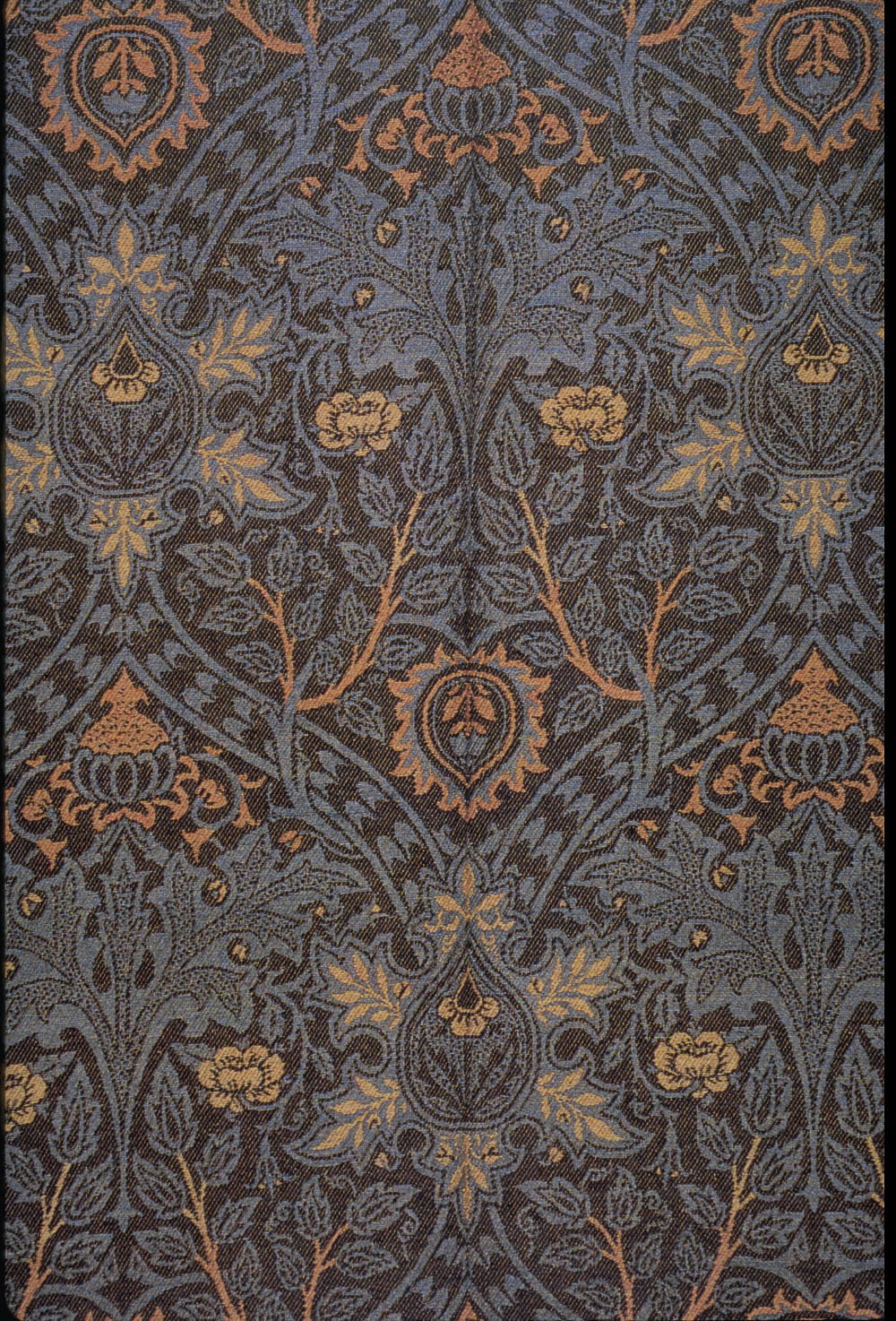
Tejido de lana Ispahan, Morris, 1888

### Bordados

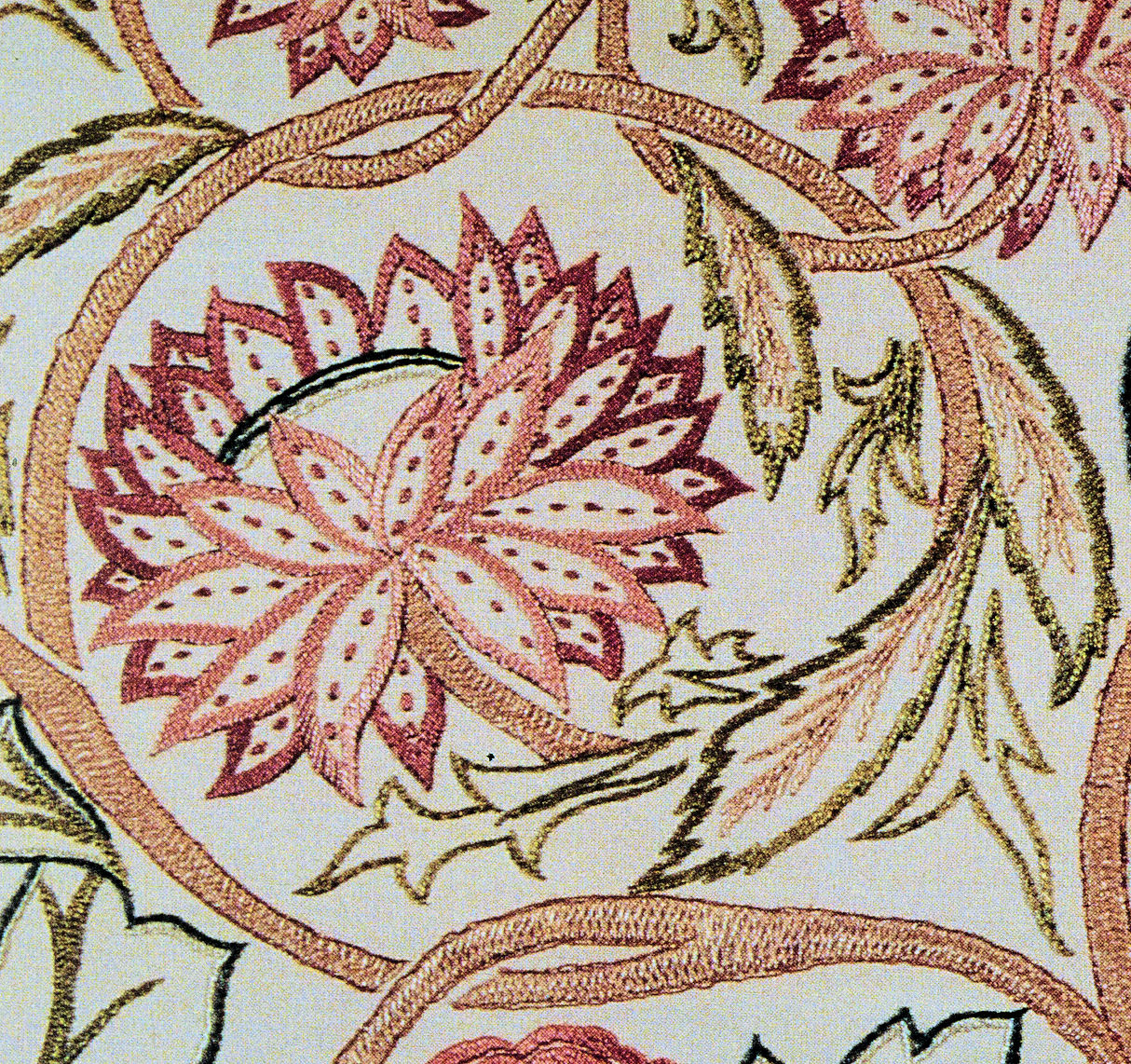
Detalle de bordado de maceta, 1890
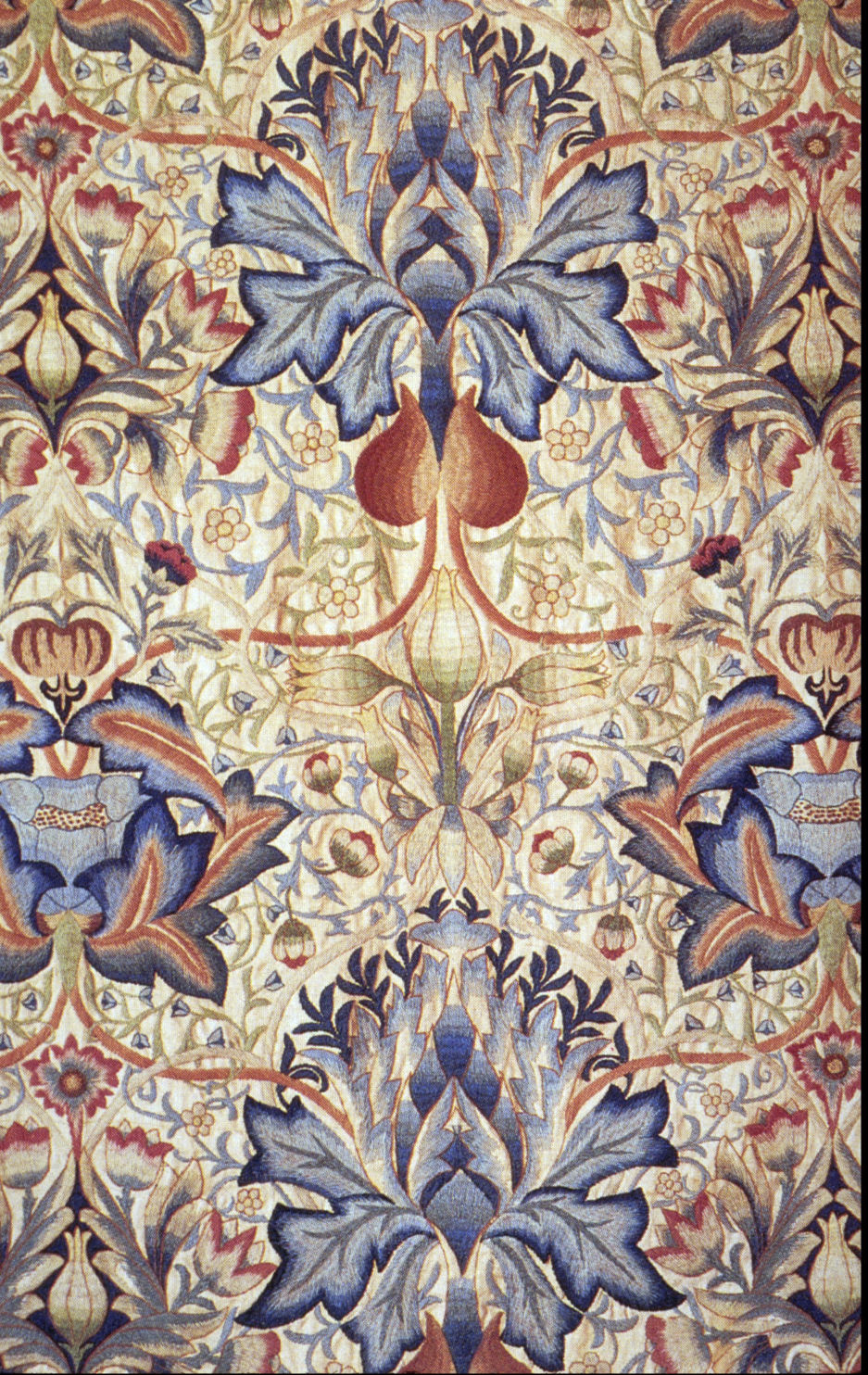
Porción de panel bordado Alcachofa, 1890
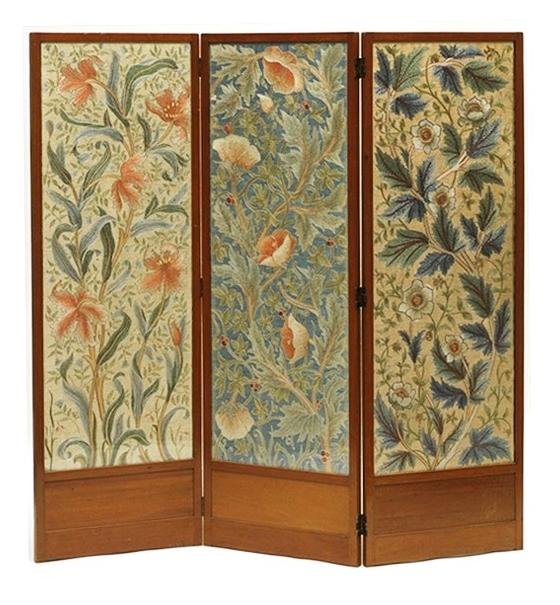
Biombo bordado, diseñado Dearle, entre 1885-1910
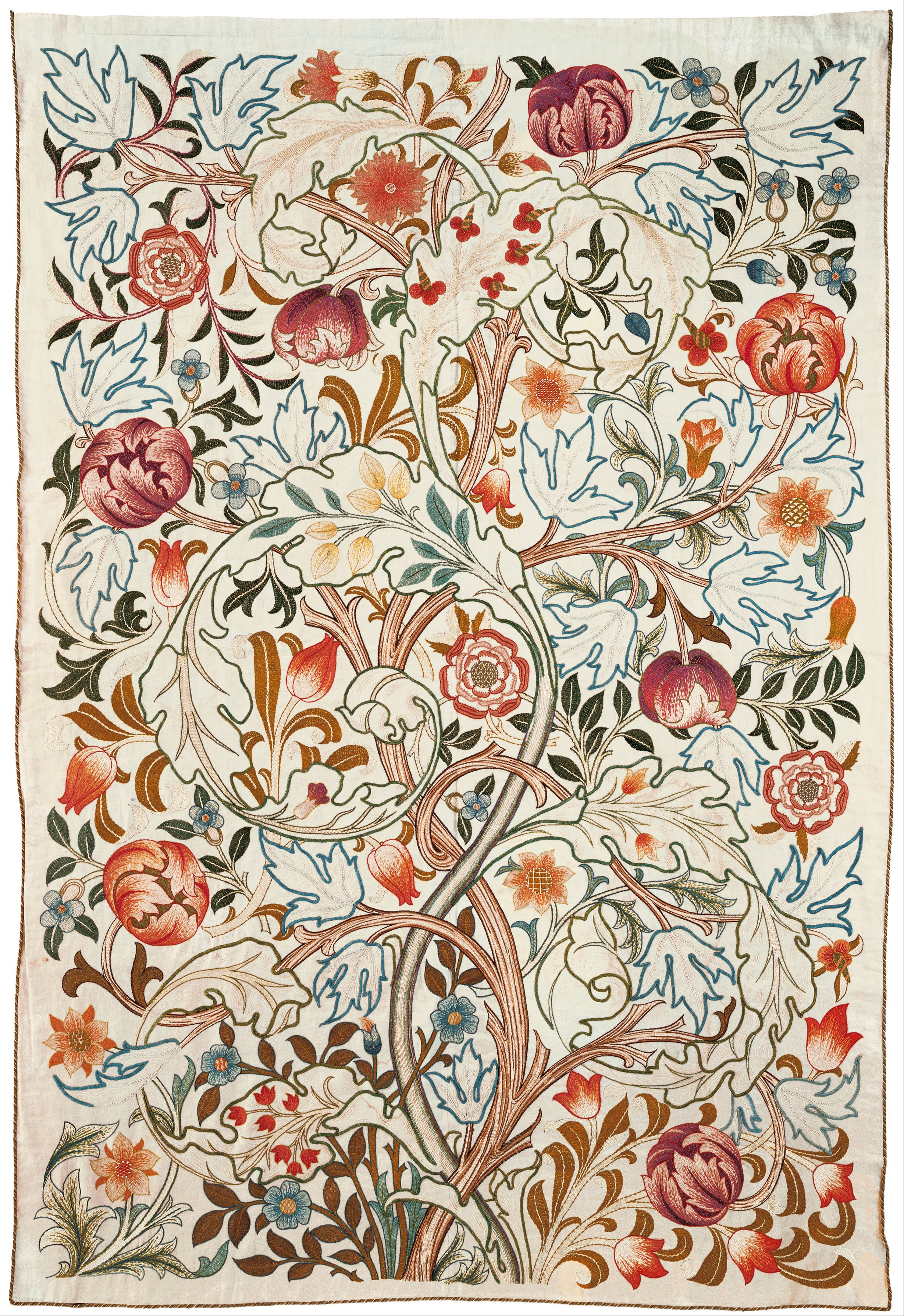
Acanthus portière, bordado de seda sobre lino, década de 1890

### Tapices

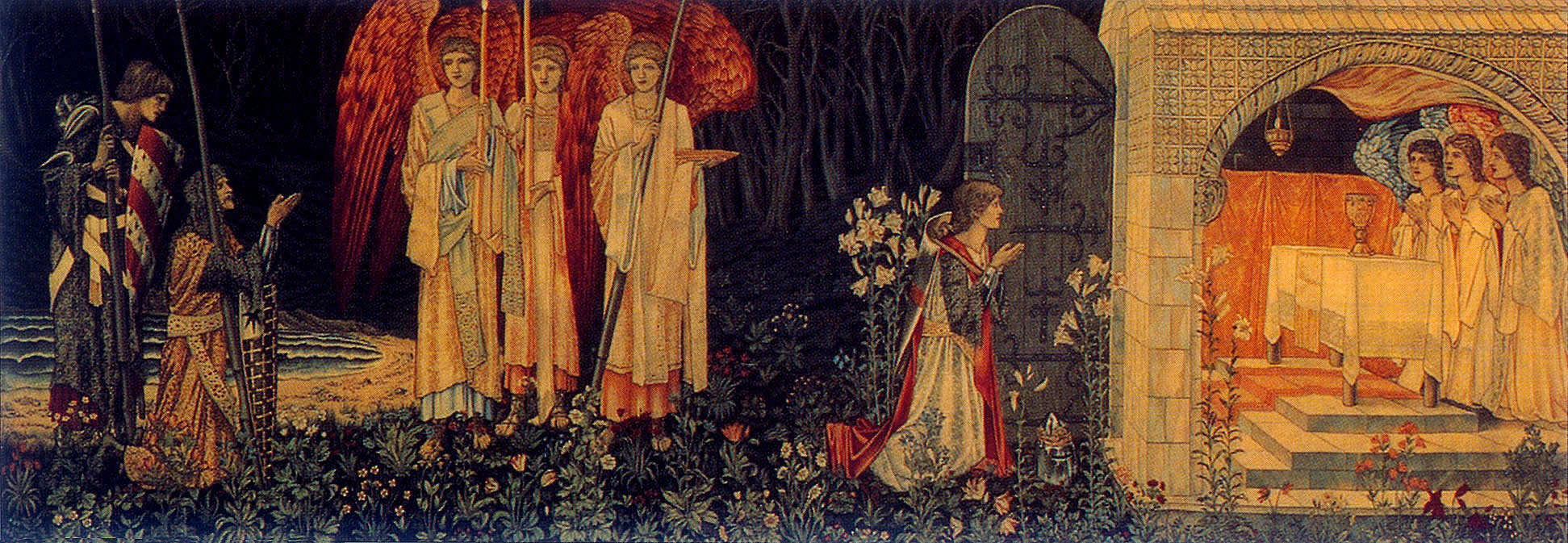
El tapiz de La Visión del Santo Grial o El Logro. Diseño general de Morris, figuras de Burne-Jones y fondos de Dearle Morris and Company, 1890

### Otras lecturas
- Morris & Company, A Brief Sketch of the Morris Movement and of the Firm Founded by William Morris to Carry Out His Designs and the Industries Revived or Started by Him. Written to Commemorate the Firm's Fiftieth Anniversary in June 1911. Privately printed at the Chiswick Press for Morris & Company, 1911.